# Formații de muzică pop 2
Formații de muzică pop 2 reprezintă al doilea disc al seriei Formații rock și a fost editat de casa de discuri Electrecord din România

## Lista pistelor
În paranteze sunt indicate numele compozitorului fiecărei piese și acela al textierului.
1. Depold – Gândul curat (Mihai Constantinescu / Eugen Rotaru)
2. Azur – Sfat de tineri (Claudiu Rotaru / Dan Mutașcu)
3. Catena – Dorința (Anca Vijan Graterol / Anca Vijan Graterol)
4. Amicii – Amintirea basmelor (Cornel Liuba / Cornel Liuba)
5. Acustic T '74 – Crăiasa din povești (Iosif Farcaș / Mihai Eminescu)
6. Glikon – Secolul (Ion Felician / Ion Felician)
7. Curtea Veche nr. 43 – Imn (Sorin Chifiriuc / Adrian Păunescu)
8. Magic – Inspirație (Ovidiu Șurtea / Ovidiu Șurtea)
9. Cristal – Omule (Tiberiu Cazan / Tiberiu Cazan)
10. Miraj – Dialog (Șerban Lupu / Alexandru Szabo)
11. Ethos – Visul (Cornel Cristei / Valeriu Gîdei)

Piesa „Visul” a formației Ethos este o înregistrare efectuată la Radio Iași în ianuarie 1975.